# Carex moriyoshiensis
Carex moriyoshiensis är en halvgräsart som beskrevs av Fujiw. och Y.Matsuda. Carex moriyoshiensis ingår i släktet starrar, och familjen halvgräs. Inga underarter finns listade i Catalogue of Life.